# Niasso
Niasso est une localité et une commune rurale du Mali de l'arrondissement central de San, dans le cercle de San et la région de San.

## Villages
La commune rurale s'étend sur 27 localités relevées lors du recensement général de 2009. 
Les villages les plus peuplés sont :
- Tana (1 138 habitants) ;
- Djénéma (1 093 habitants) ;
- Daelansocourani (958 habitants).

Le village chef-lieu, Niasso compte 693 habitants.
La loi 2023-007 attribue 27 villages à la commune rurale  :
- Niasso
- N'Pébougou
- Koro Kélébougou
- Pouré
- Daélan Sobala